# 林森路 (臺中市區)

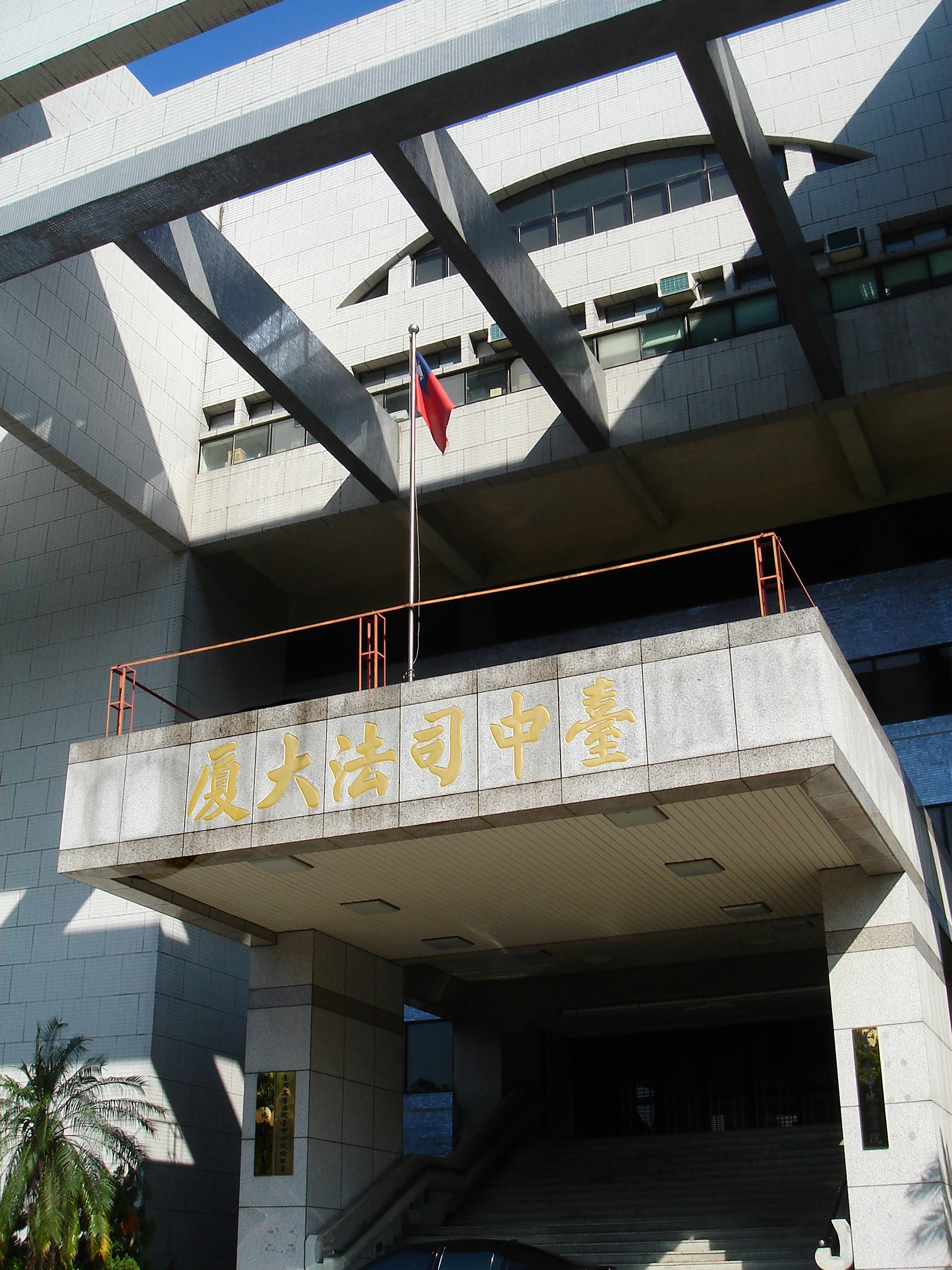
位於林森路與自由路口的臺灣臺中地方法院

林森路為臺灣臺中市的道路之一，大致呈西北－東南方向，不分段。西北於臺中市大墩文化中心接英才路，東南於建國路及建國北路接國光路。
林森路於五權路至柳川西路段配置五車道(往北三，往南二)；其餘路段配置雙向四車道。

## 行經行政區域
- 西區

## 本道路客運
| 編號 | 業者     | 路線                         | 行駛區間       |
| ---- | -------- | ---------------------------- | -------------- |
| 50   | 統聯客運 | 新民高中－921地震教育園區    | 國光路－自由路 |
| 51   | 豐原客運 | 莒光新城－屯區藝文中心       | 自由路－英才路 |
| 59   | 統聯客運 | 新民高中－舊正               | 國光路－自由路 |
| 71   | 台中客運 | 崇德九路口－植物園（西屯路） | 自由路－五權路 |
| 75   | 統聯客運 | 臺中榮總—勤益科技大學        | 自由路－五權路 |

## 沿線設施
（由東南到西北）

（續接國光路）
建國路、建國北路
自由路一段
- 臺中司法大廈（臺灣臺中地方法院、臺灣高等檢察署臺中檢察分署、臺灣臺中地方檢察署）
- 國家漫畫博物館（台中刑務所演武場、臺中刑務所典獄官舍、臺中刑務所浴場、臺中刑務所官舍群，整備中）
- 林森醫院

三民路
- 中台神學院
- 臺中市第五市場（樂群街市場、臺中文學館）

柳川東路
柳川
柳川西路
- 臺中市西區忠信國民小學

五權路
（續接英才路）
- 臺中市大墩文化中心

梅川